# Android Lollipop
Android 5 „Lollipop“ je v informatice název verze systému Android od společnosti Google, který byl vydán na konci roku 2014.

## Představení
Oficiální představení proběhlo 25. června 2014 na konferenci Google I/O, první aktualizace vyšla 12. listopadu 2014 pro vybrané tablety a telefony z dílny Google (Nexus a Google Play Edition zařízení). Zdrojový kód byl uvolněn 3. listopadu 2014.

## Novinky/nové funkce
Hlavní novinky jsou popsány v následujících kapitolách:

### Design
První změna, kterou zaregistrujete při spuštění nového Androidu Lollipop, je přepracované uživatelské rozhraní, nazývané „Material“ v plochém stylu, které pro svoji strohost, jednoduchost a přímočarost rozdělilo laickou i odbornou veřejnost na dva tábory. Jedněm se tento design líbí, druzí ho kritizují jako příliš primitivní a často ho porovnávají s vzhledem nového Apple iOS.

### Delší výdrž na baterii
Lollipop slibuje úsporu baterie, která má prodloužit dobu používání přístroje až o 90 minut. Při nabíjení zařízení se zobrazuje odhadovaný čas do úplného nabití. Obdobně lze čas zbývající do vybití najít v nastavení baterie.

### Větší výkon
Zcela nové běhové prostředí s názvem ART (Android Runtime) by mělo zlepšit výkon aplikací a jejich odezvu (Google mluví až o čtyřnásobném zvýšení výkonu). Obsahuje podporu pro 64bitové zařízení a aplikace.

### Vyšší bezpečnost
Nová zařízení sice již nadále nebudou prodávána se zapnutým šifrováním (jako ve verzi 5.0), které by mohlo pomoci chránit data na ztracených nebo odcizených zařízeních. Avšak vynucování administrátorem definované bezpečnostní politiky SELinuxu pro všechny aplikace by mělo přinést lepší ochranu proti zranitelnostem a malwaru. Inteligentní zámek pro zabezpečení telefonu nebo tabletu párováním s důvěryhodným zařízením, jako je nositelná elektronika, nebo třeba auto.

### Multimediální funkce
Vylepšený zvuk, video a další schopnosti záznamu fotoaparátu zařízení. Mixování více zvukových stop nabídne profesionální zvuk s kombinací až osmi kanálů, včetně 5.1 a 7.1. Podpora USB Audio – do zařízení se systémem Android můžete připojit mikrofony, reproduktory a nesčetné množství dalších audio zařízení s rozhraním USB, jako jsou zesilovače a jiné. Řada nových funkcí pro profesionální fotografie. Zachytávání snímků rychlostí až 30 fps v plném rozlišení, Podporu RAW formátů. Nejmodernější video technologie s podporou HEVC umožňuje přehrávání UHD videa 4K.

### Sdílení zařízení
Pokud si zapomenete telefon, budete moci nadále volat svým kontaktům, přistupovat ke zprávám, fotkám a dalším datům. Stačí se přihlásit na jiném zařízení s Androidem 5.0 Lollipop na svůj účet. Režim „Host“ dovoluje zapůjčit telefon či tablet další osobě, aniž by se dostala k vašim soukromým datům. „Připnutí obrazovky“ dovolí uživateli pracovat jen s vybranou aplikací. K ostatním programům a nastavením se uživatel v tomto režimu nedostane.

## Seznam zařízení s oficiální aktualizací
Zpravodajské servery udržují seznamy zařízení, které mají (nebo mají dostat) verzi Lollipop:

### Google
Nexus 4, 5, 6, 7 (2013), 7, 9

### Motorola
Moto E, G, G LTE edition, Motorola X, Motorola G (2014), Motorola X (2014), Droid Turbo.

### HTC
One M8, mini, mini 2, Max, GPE, M8 GPE, Desire 816, 820, Eye, S, Butterfly 2.

### Samsung
Galaxy S6, S6 Edge, S5, S5 neo, S5 Mini (vybrané distribuce), S4, S4 Google Play Edition, Alpha, A3, A5, A7, J5, J7, Ace 4, Note4, Note Edge, Note 3, Note 2, Tab S 10.5, Tab S 8.4, TabPRO 8.4, Tab Pro 10.1, Tab 12.2 Pro,Tab 4 10.1, Core Prime

### LG
G Pad 8.3 GPE, G3, G3 Stylus, G2, G Pad 8.3, G2 Mini, G Flex, L90, F60.

### Sony
Xperia Z Ultra, Z3, Z3 Compact, Z3 Tablet Compact, Z Ultra, Z1, Z1 compact, Z2, Z2 Tablet, ZL, ZR, Z1S, Z3v, M4aqua, Xperia Z4 Tablet

### Asus
ZenFone 4, 5, 6, 5 LTE, PadfoneS, MeMO Pad 176 C/CX